# 放生会 (椎名林檎のアルバム)
『放生会』（ほうじょうや、梵: कार्निवल、英: Carnival）は、2024年5月29日にEMI Recordsより発売された日本のシンガーソングライター・椎名林檎の7作目のスタジオ・アルバム。

## 概要
本作は、オリジナル・アルバムとしては2019年に発表された『三毒史』以来約5年ぶり、アルバムとしてはリミックス・アルバム『百薬の長』より約1年半ぶりの発表となる。デビュー26周年の記念日に発表され、その2日後に発売された。
本作にはオリジナル・アルバムとしての前作『三毒史』にて男声への当て書きに"味を占めた"椎名が宇多田ヒカル、AI、のっち（Perfume）、もも（チャラン・ポ・ランタン）、Daoko、新しい学校のリーダーズ、中嶋イッキュウ（tricot、ジェニーハイ）という"7人の歌姫"を迎えて制作された楽曲を含むアルバムのために書き下ろした新曲7曲と2019年から2024年までに発表されたシングル収録曲6曲の全13曲が収録され、『三毒史』では椎名がデビューする前から一人のリスナーとしてその音楽に触れてきた男性ゲスト陣とのデュエット曲を偶数曲に配置したのに対し、本作ではデビューする前から椎名の音楽に一人のリスナーとして触れてきた女性ゲスト陣とのデュエット曲が奇数曲に配置されている。それについて椎名はオフィシャル・ライナーノーツにて「『三毒史』でデュエットいただいたお相手はみなさん異性。さらに過半数のかたが自分にとって先輩でした。『放生会』の大きな違いの一つは、私が比較的脱力しているということです。今回は自分よりお若い方に、より奔放に表現していただくべく書いてゆきました。子育て世代には子育て世代の、現役世代には現役世代の、それぞれのミッションがあると思うのですが、世代を超えて共闘したかったんです」と語っている。楽曲名はサブタイトルを除き『三毒史』同様に5文字で統一され、7曲目の「浪漫と算盤 TYO album ver.」を中心にシンメトリーとなっている。レコーディングには2023年のツアー『椎名林檎と彼奴等と知る諸行無常』にも参加していたドラマーの石若駿とベーシストの鳥越啓介が全楽曲に参加しており、既発曲の一部も再レコーディングされている。

## タイトル
アルバムタイトルの「放生会」とは、捕獲した魚や鳥獣を野に放して殺生を戒めるという、インドに起源をもつ宗教儀式である。椎名が学生時代に在住していた福岡においては、博多三大祭として「どんたく」や「祇園山笠」と並び、筥崎宮の「放生会（ほうじょうや）」が知られている。タイトルの読みが「ほうじょうえ」ではなく、「ほうじょうや」となっているのはそのためである。椎名はオフィシャル・ライナーノーツにて「とにかくあらゆるものを手放さないまま生きる人々を描き切りたかった。『ちりぬるを』で描かれたような、予告なく死ぬ身近な者に対して、『さらば純情』で描かれたような、若かりし日の美徳に対して、一切合切諦めない人間が密かに抱く信念を、見てみたくて。それらもすべてやっぱり"三毒"といえば"三毒"です。つまり、今の世の中のムードからしたら真っ向からのアンチテーゼですよね。今回お酒をモチーフにした曲が多いのもーー私はあまり飲まないのですがーー不謹慎、不道徳の象徴として手伝ってもらっているつもりです」と語っている。

## プロモーション
アルバムはデビュー26周年である5月27日に発表され、その2日後に発売された。5月27日には"7人の歌姫"たちとの共演楽曲7曲の先行配信が開始され、5月28日には共演楽曲7曲のうち既に制作されている『浪漫と算盤』を除いた6曲の新作ミュージックビデオを公開された。監督はすべて児玉裕一が担当した。
また、発売日である5月29日にはYouTubeのライブ配信にて「スナックきまぐれ～リモート営業中～」が行われ、椎名、Daoko、中嶋イッキュウ、ももが密やかに交わされる彼女たちの会話の模様が生配信される。

## 収録曲

### 楽曲解説
1. ちりぬるを（offering sake）
椎名林檎と中嶋イッキュウ名義の楽曲。
楽曲と中嶋の起用について椎名は「亡くなった人や動物に対して必ずしも永遠の別れを告げる必要はないと私は思っており、1曲目の『ちりぬるを』ではその隠された呪詛を描きたかったんです。なので、弔いの場では忌み言葉とされているような語句も敢えて使っているのですが、それを私が一人で歌うとグロテスクなものになってしまうんじゃないかと。そこで、中嶋イッキュウさんの持つ清潔さ、誰にも侵せない神秘性を拝借しました」と語っている[2]。
2. 私は猫の目 album ver.（i'm free）
2023年5月24日に発売された17枚目のシングルの表題曲の新約版[1]。管弦を取り入れたアレンジに変更され、キーもシングルバージョンより高く設定されている。またシングル版での外国語のタイトルは「je suis libre」というフランス語で表記していたが、本作では英語に変更されている。
3. 生者の行進（a procession of the living）
椎名林檎とAI名義の楽曲。
本楽曲にAIを起用したことについて椎名は「AIさんは『最終宣告』を初めて聴いたときから大好きで、はやくご一緒したかった。他の皆さんをシャムやマンチカンとするなら、今回AIさんには同じ猫科でもサバンナを駆ける野生動物として存在していただきたくなった。また母親としての子供への視線というのも欲しくて、当てずっぽうではありながら、AIさんの持つ母性と野性のイメージへお書きしたのが『生者の行進』です」と語っている[2]。
4. 人間として（as a human）
2024年4月17日に発売された18枚目のシングルの表題曲。
5. 初KO勝ち（1RKO）
椎名林檎とのっち名義の楽曲。
本楽曲にのっちを起用したことについて椎名は「のっちには本当にこの20年くらい、事あるごとにアプローチし続けて来ました。私のプログラムを聴いてくださっていると伺っていたものの、私のほうがよほどあきらかにしつこくしてきている。もうちょっとプロっぽいことを言いたいんですけど、今回ようやく『初KO勝ち』でご一緒いただけて、ただただしあわせです。ご本人の几帳面で職人的なお仕事ぶりもかっこよかったです」と語っている[2]。のっちもかねてより椎名林檎の大ファンを公言していたため[4][5][6][7]、二人で歌うことか信じられず、生きてるうちにこんな夢みたいなことないな、こんなチャンスは二度はない、今しかないと思い、オファーを受けたという[5]。Perfumeメンバーの音楽面でのソロ活動は初めてで[6][7][8]、ミュージック・ビデオでは、Perfumeの活動ではみられないヒールな表情を見せている[8]。
6. 公然の秘密 album ver.（open secret）
2019年9月30日に先行配信、同年11月13日に発売されたベスト・アルバム『ニュートンの林檎 〜初めてのベスト盤〜』収録曲のアルバム・バージョン。
7. 浪漫と算盤 TYO album ver.（the sun & moon）
椎名林檎と宇多田ヒカル名義の楽曲。2019年11月25日に配信限定で発売されたデジタル・ダウンロードシングルのアルバム・バージョンで、今回が初CD化となる。
本楽曲を収録したことについて椎名は「ベスト盤の時は、どうして『浪漫と算盤』のような曲をヒカルちゃんに書いたのかご理解いただきづらかったんじゃないかと気になっていました。彼女の透明さ、無欲さ、お若い頃から達観していらした、あの空気や水のような存在感がないと説得力が生まれないものを書いてみたくて。つまり、派手なフックがないものを残したかった。今回『放生会』の真ん中の曲としてなら意義を感じ取っていただけるのかも」と語っている[2]。
8. 茫然も自失（closed truth）
歌詞が全編スペイン語となっている。
9. ドラ1独走（FRDP）
椎名林檎と新しい学校のリーダーズ名義の楽曲。
本楽曲に新しい学校のリーダーズを起用したことについて椎名は「新しい学校のリーダーズはヒイズミくんが手がけている曲を中心に、近年聴かせていただくようになり、メンバーみなさんのファンに。今回の『ドラ1独走』のボーカルはSUZUKAさんお一人で、エレキギターを中心に据えたアンサンブルに、あくまでバンドのボーカリストとして存在してもらうべく書いております。」と語っている[2]。
上記の通り、レコーディングでは新しい学校のリーダーズからはSUZUKAのみ参加しているが、ミュージック・ビデオではメンバー全員が出演している。
10. さらば純情 album ver.（bye purity）
2023年5月24日に発売された17枚目のシングル『私は猫の目』のカップリング曲の新約版[1]。打ち込み主体だったシングルバージョンに対し、管弦を中心とした構成となっている。またシングル版での外国語のタイトルは「adieu innocente」というフランス語で表記していたが、本作では英語に変更されている。
11. 余裕の凱旋（a grand triumphant return）
椎名林檎とDaoko名義の楽曲。
本楽曲にDaokoを起用したことについて椎名は「Daokoさんにはリミックス盤や昨年のツアー(『椎名林檎と彼奴等と知る諸行無常』)の映像にも参加していただきました。満を持しての書き下ろしとなると、力み過ぎて自分がおかしくなっちゃう不安も。それで『余裕の凱旋』では、私の知る限り最も力の抜けたDaokoさんの側面を記録いたしました。ツンとおすましDaokoさんも魅力的ですが、おとぼけドジっ子Daokoさんも拝聴してみたくて」と語っている[2]。
次曲と繋がるように収録されており、ミュージック・ビデオでは「いとをかし」の冒頭部分も収録されている。
12. いとをかし album ver.（toogood）
2022年4月5日に配信限定で発売されたデジタル・ダウンロードシングルの新約版で、今回が初CD化となる[1]。配信バージョンの伴奏はピアノのみだったが、本作ではウッドベースとアコーディオンが追加されている。
13. ほぼ水の泡（cheers beer）
椎名林檎ともも名義の楽曲。
本楽曲にももを起用したことについて椎名は「初めてももさんをライブで拝見したとき、紅白歌合戦の大トリみたいだと思いました。彼女のあの度胸、底抜けに明るい諦観のようなものへ憧れましたし、次の瞬間にはどんな曲がいちばんお似合いになるか頭を抱え始めていました。今回の『ほぼ水の泡』はその初期衝動を思い出して書いた気がします。ももさんを始め今回ご参加いただいたみなさん、私の信仰する猫のようにしなやかです。三分間だけでも共に生きられて、光栄です」と語っている[2]。

### 楽曲クレジット
全作詞・作曲・編曲：椎名林檎　（注記を除く）
| #         | タイトル                                                         | 作詞  | 作曲・編曲 | 時間 |
| --------- | ---------------------------------------------------------------- | ----- | ---------- | ---- |
| 1.        | 「ちりぬるを」(椎名林檎と中嶋イッキュウ (tricot,ジェニーハイ))   |       |            | 3:40 |
| 2.        | 「私は猫の目 album ver.」(編曲：斎藤ネコ)                        |       |            | 3:35 |
| 3.        | 「生者の行進」(椎名林檎とAI；管編曲：村田陽一)                   |       |            | 3:00 |
| 4.        | 「人間として」                                                   |       |            | 3:14 |
| 5.        | 「初KO勝ち」(椎名林檎とのっち (Perfume)；木管・弦編曲：村田陽一) |       |            | 3:31 |
| 6.        | 「公然の秘密 album ver.」(管編曲：村田陽一)                      |       |            | 3:00 |
| 7.        | 「浪漫と算盤 TYO album ver.」(椎名林檎と宇多田ヒカル)            |       |            | 4:22 |
| 8.        | 「茫然も自失」                                                   |       |            | 3:03 |
| 9.        | 「ドラ1独走」(椎名林檎と新しい学校のリーダーズ)                  |       |            | 3:03 |
| 10.       | 「さらば純情 album ver.」(編曲：村田陽一)                        |       |            | 3:49 |
| 11.       | 「余裕の凱旋」(椎名林檎とDaoko；管編曲：村田陽一)                |       |            | 3:13 |
| 12.       | 「いとをかし album ver.」                                        |       |            | 3:15 |
| 13.       | 「ほぼ水の泡」(椎名林檎ともも (チャラン・ポ・ランタン))          |       |            | 3:19 |
| 合計時間: | 合計時間:                                                        | 44:04 |            |      |

### 演奏
- all programming：椎名林檎
- all guitar & sitar：名越由貴夫
- all wood & electric bass：鳥越啓介
- all drums & percussion：石若駿

| ちりぬるを - piano, wurlitzer：林正樹 - flute：山本拓夫 - vox：中嶋イッキュウ 私は猫の目 album ver. - piano：伊澤一葉 - trumpet：西村浩二、奥村晶、二井田ひとみ - trombone：村田陽一、東條あづさ、朝里勝久 - alto sax：竹野昌邦 - tenor sax：小池修 - baritone sax：山本拓夫 - strings：グレート栄田ストリングス - 1st violin：グレート栄田、矢野晴子、押鐘貴之、入江茜、三宅政弘 - 2nd violin：桑田穣、丸山明子、坂田佳奈子、東山加奈子、根来由実 - viola：山田雄司、高嶋麻由 - cello：笠原あやの、林田順平 - harp：朝川朋之 - timpani：高田みどり - conductor：斎藤ネコ 生者の行進 - piano：林正樹 - trumpet：西村浩二 - saxophone：山本拓夫 - trombone：村田陽一 - vox：AI 人間として - flute：髙桑英世、森川道代 - oboe：庄司さとし、森枝繭子 - clarinet：中ヒデヒト、高子由佳 - fagott：石川晃、坂井由佳 - trumpet：西村浩二、奥村晶 - trombone：村田陽一、鳥塚心輔 - horn：濱池宗、幸喜いずみ - tuba：田村優弥 - strings：グレート栄田ストリングス - 1st violin：グレート栄田、桐山なぎさ、村田幸謙、桑野聖、矢野晴子、三木希生子、坂田佳奈子、丸山明子 - 2nd violin：桑田穣、押鐘貴之、根来由実、東山加奈子、志賀恵子、あさいまり - viola：山田雄司、古川原裕仁、渡部安見子、高嶋麻由 - cello：笠原あやの、篠崎由紀、槙岡絵里香、渡邉雅弦 - contrabass：竹下欣伸、鳥越啓介 - tubluar bells & glockenspiel：石若駿 - harp：朝川朋之 - conductor：椎名林檎 初KO勝ち - clavinet, wurlitzer：伊澤一葉 - flute solo：山本拓夫 - flute：髙桑英世 - oboe：庄司さとし - clarinet：中ヒデヒト - strings：グレート栄田ストリングス - 1st violin：グレート栄田、浜野孝史、矢野晴子 - 2nd violin：桑田穣、丸山明子 - viola：山田雄司、古川原裕仁、高嶋麻由 - cello：笠原あやの、林田順平 - clap：井上雨迩 - vox：のっち | 公然の秘密 - clavinet：ヒイズミマサユ機 - flute：髙桑英世 - trumpet：西村浩二、奥村晶 - alto saxophone：鈴木圭 - tenor saxophone：山本拓夫 - strings：グレート栄田ストリングス - 1st violin：グレート栄田、入江茜、松本亜土、越川歩、丸山明子、金子由衣 - 2nd violin：矢野晴子、志賀恵子、三木希生子、島内晶子、中島優紀、東山加奈子 - viola：古川原裕仁、渡部安見子、高嶋麻由、伴野剛 - cello：笠原あやの、前田善彦、槙岡絵里香、林田順平 - vibraphone：大井貴司 - timpani, tubular bells：高田みどり - trombone：村田陽一 浪漫と算盤 TYO album ver. - wurlitzer：ヒイズミマサユ機 - abacus：井上雨迩 - vox：宇多田ヒカル 茫然も自失 - piano：林正樹 - accordion：佐藤芳明 ドラ1独走 - additional guitar, wurlitzer：伊澤一葉 - tambourine：井上雨迩 - vox：新しい学校のリーダーズ さらば純情 album ver. - electric piano：林正樹 - accordion：佐藤芳明 - flute：髙桑英世 - horn：藤田乙比古 - trumpet：西村浩二 - trombone, euphonium：村田陽一 - strings：グレート栄田ストリングス - 1st violin：グレート栄田、浜野孝史、松本亜土、桑野聖、丸山明子、坂田佳奈子、 - 2nd violin：桑田穣、矢野晴子、金子由衣、島内晶子 - viola：山田雄司、古川原裕仁 - cello：笠原あやの、林田順平 余裕の凱旋 Tokyo Session - wurlitzer, farfisa：伊澤一葉 - clap：井上雨迩 - vox：Daoko London Session - conductor：Robert Ziegler - orchestra：LONDON PHILHARMONIC ORCHESTRA - concerto master：Kevin Lin - LONDON VOICES - chorus masters：Ben Parry and Terry Edwards いとをかし - piano：林正樹 - accordion：佐藤芳明 ほぼ水の泡 - piano：林正樹 - accordion：佐藤芳明 - vox：もも |

## タイアップ
| 楽曲           | タイアップ                                             | 起用年 |
| -------------- | ------------------------------------------------------ | ------ |
| 「人間として」 | テレビ朝日系ドラマ『Destiny』主題歌                    | 2024年 |
| 「公然の秘密」 | テレビ朝日系ドラマ『時効警察はじめました』主題歌       | 2019年 |
| 「茫然も自失」 | サントリー「SUNTORY WORLD WHISKY 碧Ao」Web CMソング    | 2024年 |
| 「いとをかし」 | NHK Eテレ『おじゃる丸』第25シリーズ エンディングテーマ | 2022年 |